# Dánjal Martin Hofgaard
Danjal Martin Hofgaard (4. maj 1989 i Vágur) er en færøsk roer og svømmer. Han ror i færøsk kaproning og indendørs roning og svømmer for Susvim og for Færøerne. Den 1. marts 2015 vandt han VM i indendørs roning i maskiner i letvægtsklassen, strækningen var 2000 meter. Han blev sammen med andre færømester i færøsk kaproning, som foregår om sommeren i fjorde og sund, med båden Riddarin i 2011. Han har sat færøske rekorder indenfor indendørs roning (ergometerroning) og i svømning.

## Karriere indenfor roning og svømning

### Roning

#### Færømesterskabet i indendørs roning 2011
- Guld i kategorien Mænd/Drenge - Åben, letvægt (2000m) med tiden 6:27.4[2]

##### Færømesterskabet i ergometerroning 2012
- Guld i kategorien Mænd/Drenge - Åben, letvægt (2000m) med tiden 6:26.2[3]
- Bronze i hold-konkurance - mænd (6x500m) med samlet tid 9:52.7, de andre var: Bjarni Hammer, Jákup V. Larsen, Niels M. Djurhuus, Bárður Poulsen og Gunnar í Dali.[4]

##### Færømesterskabet i ergometerroning 2014
Dánjal Martin Hofgaard vann FM heitið í inniróðri 2014
- Guld i kategorien Mænd/Drenge - Åben, letvægt (2000m) med tiden 6:38.5[5]

#### VM i ergometerroning 2012
Dánjal Martin Hofgaard deltog i VM i ergometerroning i Boston i februar 2012 i kategorien Lightweight Open Men (2000 meter), hann blev nummer 6 af alle med tiden 6:20.9

#### VM i ergometerroning 2014
Dánjal Martin Hofgaard deltog i VM i ergometerroning i Boston i februar 2014 i kategorien Lightweight Open Men (2000 meter), han blev nummer 9 af 77 deltagere med tiden 6:20.9

#### VM i ergometerroning 2015 og udtagelseskonkurencen
Dánjal Martin Hofgaard var til udtagelseskonkurence i Tórshavn den 29. november 2014, hvor han blev udtaget til VM i ergometerroning i Boston den 1. marts 2015. Han roede 2000 meter i ergometerroning med tiden 6.18.9, som var ny færøsk rekord, han ejede selv den gamle rekord, den var 6.19.3.

#### Verdensmester 2015 i ergometerroning, åben kategori, letvægt
Ugerne før færingerne tog til Boston for at deltage i VM i ergometerroning (indendørsroning) C.R.A.S.H.-B. Sprints World Indoor Rowing Championship, trænede de efter et træningsprogram, som Eskild Ebbesen havde tilrettelagt til dem. Dánjal Martin Hofgaard vandt mændenes letvægtskategori og blev verdensmester.
- Guld i 2000 meter ergometerroning i mændenes åbne kategori, letvægt, med tiden 6:16.7 (1 sekund foran sølvvinderen)[10]

### Svømning
Dánjal Martin Hofgaard har deltaget ved flere internationale svømmestævner udenlands, bl.a. til NJM, EJM, EM og Island Games, og har fået flere gode resultater. Han er Færøernes trediehurtigste svømmer i 200 m frisvømning overhovedet.

#### Færømesterskabet i svømning 2014
- Guld i 4 x 100 m blandet med tiden 3:59.75 med Harrar Susvim, sammen med Pál Joensen, Eyðbjørn Joensen og Róland Toftum.
- Guld i 4 x 50 m fri med tiden 1:34.96, som var ny færøsk rekord, sammen med Høgni Simonsen, Eyðbjørn Joensen og Róland Toftum.[12]

#### Færøsk rekord
Han har vundet flere guld medaljer og har sat flere færøske rekorder i svømning:

##### Færøske rekorder på langbane
- 50 m brystsvømning med tiden 32.36 (Pauli Øssursson Mohr slog rekorden ved EM 2010).
- 100 m brystsvømning med tiden 1:10.94

##### Færøske rekorder på kortbane
- 4x50m fri med tiden 1:34.96, sammen med Høgni Simonsen, Eyðbjørn Joensen og Róland Toftum. FM i svømning 2014.
- 4x50m fri med tiden (samlet) 1:36.01, sammen med Beinir E. Danielsen, Pauli Øssursson Mohr og Kristian Olsen. Island Games 2007.
- 4x200m fri med tiden (samlet)  7:54.67, sammen med Eyðbjørn Joensen, Sofus Bech og Pál Joensen. Rekorden blev sat ved Ægir Stævnet i Klaksvík 5. november 2011.